# Otus sulaensis
Otus sulaensis (лат.) — вид птиц рода совок семейства совиных. Подвидов не выделяют. Обитает в Индонезии на островах Сула, находящихся к востоку от Сулавеси.

## Описание
Темно-коричневый верх отмечен темными линиями и светлыми красновато-коричневыми пятнами. Низ довольно светлый, с черными и белыми полосами. Глаза желто-оранжевые.

## Образ жизни
Предпочитает низинные леса и вторичные леса, в том числе и на заболоченных участках. Насекомые и другие беспозвоночные являются основной пищей.

## Распространение
Данный вид является эндемиком островов Сула.